# Kemijada
Kemijada je slovensko državno tekmovanje srednjih kemijskih šol in srečanje mladih kemikov. Tekmovanje obsega eksperimentalno praktično delo s področja laboratorijske in analizne tehnike, zapis poročila po navodilih, znanje kemijskega računstva ter določena strokovna teoretična znanja.

## Cilji
Glavni cilj je poglobitev v že pridobljeno strokovno praktično in teoretično znanje, za katerega se izobražujejo. Hkrati Kemijada spodbuja dijake k druženju ter spoznavanju novih prijateljskih vezi.

## Sodelujoče šole
Vsaka šola lahko prijavi 3 tekmovalce, ki obiskujejo kemijske programe 2. 3. in 4. letnika. Poleg tega poteka še srečanje mladih kemikov, ki je organizirano kot strokovni, kulturni, družabni in športni dogodek. Vsaka udeležena srednja šola ima možnost, da se srečanja udeleži s 40 dijaki in 4 spremljevalnimi učitelji.

## Pravila
Tekmovanje zajema splošna predpisana pravila, katerih se mora šola, ki ga organizira, držati ter posledično tudi vsi tekmovalci. Eksperimentalni del tekmovanja poteka v kemijskem laboratoriju z opremo za opravljanje eksperimentalne naloge. Vsak tekmovalec ima svoje delovno mesto. Ves čas tekmovanja je prisotno tehnično osebje, ki skrbi da so na voljo kemikalije in laboratorijski pripomočki. Na tekmovanju tekmovalci lahko uporabljajo žepni kalkulator in pisalni pribor. Tekmovalci pri eksperimentalnem delu uporabljajo osebno zaščitno opremo ( halja, očala, rokavice, primerna obutev, pri dekletih speti lasje). Za izvedbo vseh nalog imajo tekmovalci 4 ure časa.

## 24. Kemijada
Lansko leto, 28. marca, je potekalo že 24. državno tekmovanje, ki je bilo organizirano na Srednji zdravstveni in kemijski šoli na Šolskem centru Novo mesto.  K sami izvedbi sta pripomogli Skupnost zdravstva, farmacije, kemije in kozmetike ter Center RS za poklicno izobraževanje. Tekmovanja so se udeležile naslednje šole:
- Šolski center Novo mesto, Srednja zdravstvena in kemijska šola, Šegova ulica 112, 800 Novo mesto;
- Šolski center Ljubljana, Srednja strojna in kemijska šola, Aškerčeva 1, 1000 Ljubljana;
- Šolski center Celje, Srednja šola za kemijo, elektrotehniko in računalništvo, Pot na Lavo 22, 3000 Celje;
- Gimnazija in srednja kemijska šola Ruše, Šolska ulica 16, 2342 Ruše;
- Dvojezična srednja šola Lendava, Kolodvorska 2E, 9220 Lendava.[4]

### Program
Tekmovanje se je začelo s sprejemom in pozdravom udeležencem tekmovanja oziroma srečanja mladih kemikov. Po malici je sledilo tekmovanje, ki je trajalo 4 ure. Nadaljevalo se je s kosilom, med katerim so imeli ocenjevalci čas, da ocenijo poročila ter izberejo zmagovalca. Na koncu se je vse zaključilo s slovesno prireditvijo. Vzporedno s tekmovanjem pa je potekalo tudi srečanje mladih kemikov, ki se je prav tako začelo s sprejemom in pozdravom. Nato so nadaljevali s strokovnim predavanjem. Za popestritev so si ogledali dolenjsko prestolnico, Novo mesto in igrali družabno športne igre. Na koncu pa so se tudi oni udeležili zaključni slovesnosti.

### Zaključna prireditev
Tekmovanje se je zaključilo s prireditvijo v Športni dvorani Leona Štuklja.  Priznanja in nagrade, ki so jih poleg najboljših treh za sodelovanje prejeli tudi ostali tekmovalci, je podelila ravnateljica Srednje zdravstvene in kemijske šole. Dogodek pa so popestrili tudi dijaki in dijakinje šole z glasbenimi in plesnimi točkami.

### Rezultati tekmovanja
Naslov naloge je bil Določitev acetilsalicilne kisline v vzorcu. Tekmovalna naloga je bila sestavljena iz eksperimentalnega dela in zapisnika, v katerega je tekmovalec zapisal vse meritve, kemijske enačbe reakcij, izračune in rezultate ter odgovarjal na zastavljena vprašanja. Naloga je obsegala znanje laboratorijske in analizne tehnike, analizne kemije, kemijskega računstva ter splošne in anorganske kemije. Vrstni red rezultatov:
|          | dijak          | mentor            | šola                                                           |
| 1. mesto | Miha Jus       | dr. Boštjan Denac | Gimnazija in srednja kemijska šola Ruše                        |
| 2. mesto | Karin Boltes   | Melita Miklavčič  | Srednja zdravstvena in kemijska šola Novo mesto; ŠC Novo mesto |
| 3. mesto | Vanja Lorenčič | Helena Prevc      | Srednja strojna in kemijska šola; Šolski center Ljubljana      |

### Grand Prix Chemique
Prvouvrščena na tekmovanju, se odpravita na mednarodno tekmovanje mladih imenovano Grand Prix Chemique. Tekmovanje je organizirano vsaki dve leti v eni od držav, ki pri tem sodelujejo. Slovenija na tem mednarodnem tekmovanju sodeluje od leta 1991. Poleg tekmovalnega dela, v katerem se tekmovalci pomerijo v praktičnem in teoretičnem znanju s področja klasične in instrumentalne kemijske analize ter področja organske sinteze, ima srečanje tudi družabni del. V družabnem delu se tekmovalci predstavijo, predstavijo tudi šolo, mesto in državo, iz katere prihajajo.